# Summer of Love (Cascada)
Summer of Love is een single van de Duitse dance-act Cascada uit 2012. Het stond in hetzelfde jaar als eerste track op het compilatiealbum Back on the Dancefloor.

## Achtergrond
Summer of Love is geschreven door Yann Peifer, Tony Cornelissen, Manuel Reuter en Andres Ballinas en geproduceerd door Yann Peifer en Manuel Reuter. De titel van het nummer is een verwijzing naar de Summer of Love in 1967. Het was was een minder grote hit dan eerdere nummers Everytime We Touch en Evacuate the Dancefloor, maar haalde toch in meerdere landen de hitlijsten. De hoogste positie was de zevende plaats in Oostenrijk. In Nederland haalde het wel de Single Top 100 met een 76e plek, maar bleef het steken op een derde positie in de Tipparade. In Wallonië kwam het ook tot de tiplijst, een vierde plaats, waar het in Vlaanderen helemaal niet in een hitlijst kwam.